# Parapionosyllis
Parapionosyllis is een geslacht van borstelwormen uit de familie van de Syllidae. Erinaceusyllis werd voor het eerst wetenschappelijk beschreven door Fauvel in 1923.

## Soorten
- Parapionosyllis abriguensis Riera, Núñez & Del Carmen Brito, 2006
- Parapionosyllis brevicirra Day, 1954
- Parapionosyllis cabezali Parapar, San Martín & Moreira, 2000
- Parapionosyllis elegans (Pierantoni, 1903)
- Parapionosyllis floridana San Martín, 1991
- Parapionosyllis gestans (Pierantoni, 1903)
- Parapionosyllis labronica Cognetti, 1965
- Parapionosyllis longicirrata (Webster & Benedict, 1884)
- Parapionosyllis macaronesiensis Brito, Núñez & San Martín, 2000
- Parapionosyllis minuta (Pierantoni, 1903)
- Parapionosyllis papillosa (Pierantoni, 1903)
- Parapionosyllis parapionosylliiformis (Hartmann-Schröder, 1962)
- Parapionosyllis paucicirra Hartmann-Schröder, 1960
- Parapionosyllis richardi San Martín, 2005
- Parapionosyllis serrata Hartmann-Schröder, 1974
- Parapionosyllis subterranea Hartmann-Schröder, 1960
- Parapionosyllis uebelackerae San Martín, 1991
- Parapionosyllis winnunga San Martín, 2005

### Nomen dubium
- Parapionosyllis aegyptia Abd-Elnaby & San Martín, 2010

### Synoniemen
- Parapionosyllis bifurcata Hartmann-Schröder, 1979 => Sphaerosyllis bifurcata (Hartmann-Schröder, 1979)
- Parapionosyllis bifurcatoides Hartmann-Schröder, 1979 => Sphaerosyllis bifurcatoides (Hartmann-Schröder, 1979)
- Parapionosyllis longocirrata (Saint-Joseph, 1887) => Pionosyllis longocirrata Saint Joseph, 1887 => Opisthodonta longocirrata (Saint-Joseph, 1887)